# Zdaljevac
Zdaljevac är en ort i Bosnien och Hercegovina.   Den ligger i entiteten Federationen Bosnien och Hercegovina, i den centrala delen av landet, 110 km nordväst om huvudstaden Sarajevo. Zdaljevac ligger 398 meter över havet och antalet invånare är 194.
Terrängen runt Zdaljevac är huvudsakligen kuperad. Zdaljevac ligger nere i en dal. Närmaste större samhälle är Mrkonjić Grad, 15,3 km väster om Zdaljevac. 
Omgivningarna runt Zdaljevac är en mosaik av jordbruksmark och naturlig växtlighet. Runt Zdaljevac är det ganska tätbefolkat, med 93 invånare per kvadratkilometer.